# Números coreanos
El idioma coreano utiliza dos formas de escribir los números: el sistema coreano Sino y el sistema coreano nativo.

## Introducción
Para ambos sistemas, Nativo y Sino, las decenas (de 11 a 19) están representados por diez y únicos caracteres. Por ejemplo, el 15 sería sib-o (십오), y no il-sib-o del sistema coreano Sino, y yeol-daseot (열다섯) en coreano nativo. De 20 a 90 se representa de esta manera según el sistema coreano Sino, mientras que el coreano Nativo tiene su propio y único conjunto de palabras, tal como se puede ver en la tabla siguiente. El conjunto de números coreanos mayores, siguen la tradición china de contar mediante 10000 y no de 1000 en 1000. El sistema coreano Sino está basado enteramente en los números Chinos.
La diferencia entre ambos sistemas de numeración es importante. Todo lo que se puede contar, se utiliza alguno de los dos sistemas, pero rara vez ambos. El sistema coreano Sino es usado a veces como ordinales: yeol beon (열 번) significa "diez veces" mientras que sip beon (십(十) 번(番)) significa "número diez". 
Cuando nos referimos a la edad de una persona generalmente se utiliza sal (살) para los numerales nativos coreanos, y se (세) en coreano Sino. Por ejemplo, seu-mul da-seot sal (스물다섯 살) y i-sib-o se (이십오 세) ambos significan 'veinticinco años'. 
Los numerales Sino son utilizados al referirse a los minutos de la hora. Por ejemplo, sam-sib-o bun (삼십오 분) significa ":35" o "treinta y cinco minutos".
Los numerales Nativos son utilizados para referirse a la hora en el sistema de 12 horas y para referirse a las horas comprendidas entre las 00:00 y 12:00, en el sistema de 24 horas. Las horas comprendidas entre las 13:00 y las 24:00 horas se indican utilizando ambos sistemas tanto Sino como Nativo. Por ejemplo se si (세 시) significa '03:00' o '3:00 a.m./p.m.' y sip-chil si (십칠 시) o yeol-ilgop si (열일곱 시) significa '17:00'.
Para números superiores a 100, se utiliza los números coreanos Sino, algunas veces combinados: 101 sería baek-hana o baeg-il.
Algunos de los números Nativos pueden tener diferentes formas delante de unidades de medida:
| Número | Cardinal coreano nativo | Cardinal coreano nativo | Cardinal coreano nativo | Forma atributiva de los cardinales coreanos nativos | Forma atributiva de los cardinales coreanos nativos | Forma atributiva de los cardinales coreanos nativos |
| Número | Hangul                  | McCune-Reischauer       | Revisada                | Hangul                                              | McCune-Reischauer                                   | Revisada                                            |
| ------ | ----------------------- | ----------------------- | ----------------------- | --------------------------------------------------- | --------------------------------------------------- | --------------------------------------------------- |
| 1      | 하나                    | hana                    | hana                    | 한                                                  | han                                                 | han                                                 |
| 2      | 둘                      | tul                     | dul                     | 두                                                  | tu                                                  | du                                                  |
| 3      | 셋                      | set                     | set                     | 세                                                  | se                                                  | se                                                  |
| 4      | 넷                      | net                     | net                     | 네                                                  | ne                                                  | ne                                                  |
| 20     | 스물                    | sŭmul                   | seumul                  | 스무                                                | sŭmu                                                | seumu                                               |

La forma descriptiva para 1, 2, 3, 4, y 20 se consigue "dejando caer la última letra" del nombre original del cardinal Nativo, cuando se habla. Ejemplos:
- 한 번 han beon ("una vez")
- 두 개 du gae ("dos cosas")
- 세 시 se si ("tres en punto")
- 네 명 ne myeong ("cuatro personas")
- 스무 마리 seumu mari ("veinte animales")

Algo similar ocurre también con algunos cardinales coreanos Sino:
- 오뉴월 onyuwol ("mayo y junio")
- 유월 yuwol ("Junio")
- 시월 siwol ("Octubre")

Los cardinales para tres y cuatro tienen formas alternativas cuando están delante de palabras:
- 석 달 seok dal ("tres meses")
- 넉 잔 neok jan ("cuatro tazas")

## Numerales
| 0     | 零/空    | 영 (N: 령), 공     | yeong (N: ryeong), gong    | -         | -              |
| 1     | 一       | 일                 | il                         | 하나      | hana           |
| 2     | 二       | 이                 | i                          | 둘        | dul            |
| 3     | 三       | 삼                 | sam                        | 셋        | set            |
| 4     | 四       | 사                 | sa                         | 넷        | net            |
| 5     | 五       | 오                 | o                          | 다섯      | daseot         |
| 6     | 六       | 육 (N: 륙)         | yuk (N: ryuk)              | 여섯      | yeoseot        |
| 7     | 七       | 칠                 | chil                       | 일곱      | ilgop          |
| 8     | 八       | 팔                 | pal                        | 여덟      | yeodeol        |
| 9     | 九       | 구                 | gu                         | 아홉      | ahop           |
| 10    | 十       | 십                 | ship                       | 열        | yeol           |
| 11    | 十一     | 십일               | sibil                      | 열 하나   | yeolhana       |
| 12    | 十二     | 십이               | sibi                       | 열 둘     | yeoldul        |
| 13    | 十三     | 십삼               | shipsam                    | 열 셋     | yeolset        |
| 14    | 十四     | 십사               | shipsa                     | 열 넷     | yeolnet        |
| 15    | 十五     | 십오               | shibo                      | 열 다섯   | yeoldaseot     |
| 16    | 十六     | 십육 (N: 십륙)     | shimnyuk (N: shimnyuk)     | 열 여섯   | yeolyeoseot    |
| 17    | 十七     | 십칠               | shipchil                   | 열 일곱   | yeolilgop      |
| 18    | 十八     | 십팔               | ship-pal                   | 열 여덟   | yeolyeodeol    |
| 19    | 十九     | 십구               | shipgu                     | 열 아홉   | yeolahop       |
| 20    | 二十     | 이십               | iship                      | 스물      | seumul         |
| 21    | 二十一   | 이십일             | ishibil                    | 스물 하나 | seumulhana     |
| 22    | 二十二   | 이십이             | ishibi                     | 스물 둘   | seumuldul      |
| 23    | 二十三   | 이십삼             | ishipsam                   | 스물 셋   | seumulset      |
| 24    | 二十四   | 이십사             | ishipsa                    | 스물 넷   | seumulnet      |
| 25    | 二十五   | 이십오             | ishibo                     | 스물 다섯 | seumuldaseot   |
| 26    | 二十六   | 이십육 (N: 이십륙) | ishimnyuk (N: ishimnyuk)   | 스물 여섯 | seumulyeoseot  |
| 27    | 二十七   | 이십칠             | ishipchil                  | 스물 일곱 | seumulilgop    |
| 28    | 二十八   | 이십팔             | iship-pal                  | 스물 여덟 | seumulyeodeol  |
| 29    | 二十九   | 이십구             | ishipgu                    | 스물 아홉 | seumulahop     |
| 30    | 三十     | 삼십               | samship                    | 서른      | seoreun        |
| 31    | 三十一   | 삼십일             | samsibil                   | 서른 하나 | seoreunhana    |
| 32    | 三十二   | 삼십이             | samsibi                    | 서른 둘   | seoreundul     |
| 33    | 三十三   | 삼십삼             | samsipsam                  | 서른 셋   | seoreunset     |
| 34    | 三十四   | 삼십사             | samsipsa                   | 서른 넷   | seoreunnet     |
| 35    | 三十五   | 삼십오             | samsibo                    | 서른 다섯 | seoreundaseot  |
| 36    | 三十六   | 삼십육 (N: 삼십륙) | samsimnyuk (N: samsimnyuk) | 서른 여섯 | seoreunyeoseot |
| 37    | 三十七   | 삼십칠             | samshipchil                | 서른 일곱 | seoreunilgop   |
| 38    | 三十八   | 삼십팔             | samship-pal                | 서른 여덟 | seoreunyeodeol |
| 39    | 三十九   | 삼십구             | samsipgu                   | 서른 아홉 | seoreunahop    |
| 40    | 四十     | 사십               | saship                     | 마흔      | maheun         |
| 41    | 四十一   | 사십일             | sasibil                    | 마흔 하나 | maheunhana     |
| 42    | 四十二   | 사십이             | sasibi                     | 마흔 둘   | maheundul      |
| 43    | 四十三   | 사십삼             | sashipsam                  | 마흔 셋   | maheunset      |
| 44    | 四十四   | 사십사             | sasipsa                    | 마흔 넷   | maheunnet      |
| 45    | 四十五   | 사십오             | sasibo                     | 마흔 다섯 | maheundaseot   |
| 46    | 四十六   | 사십육 (N: 사십륙) | sasimnyuk (N: sasimnyuk)   | 마흔 여섯 | maheunyeoseot  |
| 47    | 四十七   | 사십칠             | sasipchil                  | 마흔 일곱 | maheunilgop    |
| 48    | 四十八   | 사십팔             | sasip-pal                  | 마흔 여덟 | maheunyeodeol  |
| 49    | 四十九   | 사십구             | sasipgu                    | 마흔 아홉 | maheunahop     |
| 50    | 五十     | 오십               | osip                       | 쉰        | swin           |
| 60    | 六十     | 육십 (N: 륙십)     | yuksip (N: ryuksip)        | 예순      | yesun          |
| 70    | 七十     | 칠십               | chilsip                    | 일흔      | ilheun         |
| 80    | 八十     | 팔십               | palsip                     | 여든      | yeodeun        |
| 90    | 九十     | 구십               | gusip                      | 아흔      | aheun          |
| 100   | 百       | 백                 | baek                       | 온        | on             |
| 1,000 | 千       | 천                 | cheon                      | 즈믄      | jeumeun        |
| 104   | 萬       | 만                 | man                        | 드먼 / 골 | deumeon / gol  |
| 108   | 億       | 억                 | eok                        | 잘        | jal            |
| 1012  | 兆       | 조                 | jo                         | 울        | ul             |
| 1016  | 京       | 경                 | gyeong                     | -         | -              |
| 1020  | 垓       | 해                 | hae                        | -         | -              |
| 1024  | 秭       | 자                 | ja                         | -         | -              |
| 1028  | 穰       | 양                 | yang                       | -         | -              |
| 1032  | 溝       | 구                 | gu                         | -         | -              |
| 1036  | 澗       | 간                 | gan                        | -         | -              |
| 1040  | 正       | 정                 | jeong                      | -         | -              |
| 1044  | 載       | 재                 | jae                        | -         | -              |
| 1048  | 極       | 극                 | geuk                       | -         | -              |
| 1052  | 恒河沙   | 항하사             | hanghasa                   | -         | -              |
| 1056  | 阿僧祇   | 아승기             | aseunggi                   | -         | -              |
| 1060  | 那由他   | 나유타             | nayuta                     | -         | -              |
| 1064  | 不可思議 | 불가사의           | bulgasaui                  | -         | -              |
| 1068  | 無量大數 | 무량대수           | muryangdaesu               | -         | -              |

## Sufijos constantes utilizados en los ordinales Coreano-Sino
번(番),호(號),차(次), y 회(回) se utilizan para designar un número ordinal y se colocan junto con los números Coreano-Sino o con números arábigos occidentales. Por ejemplo, 이호선(二號線) significa "línea número dos en el transporte metropolitano". 37번국도(37番國道) significa "autopista número 37". No se pueden utilizar indistíntamente cada uno tiene su significado. Más ejemplos: 906호(號) significa "el apartado número 906" en una dirección postal. El 906 sin el 호 no se utiliza en el sistema hablado coreano al referirse al número de un apartamento o de oficina. El prefijo especial 제(第) se utiliza habitualmente combinándolo con sufijos que designan un evento específico dentro de un orden secuencial de cosas como las Olimpiadas.

## Alternativas especiales usadas en los libros
En el comercio o en el sector financiero, algunos caracteres hanja que son números coreanos Sino, son reemplazados por las siguientes alternativas para prevenir la ambigüedad. 
| uno   | 일 | 一 | 壹 |
| dos   | 이 | 二 | 貳 |
| tres  | 삼 | 三 | 參 |
| siete | 칠 | 七 | 柒 |
| diez  | 십 | 十 | 拾 |
| cien  | 백 | 百 | 佰 |
| mil   | 천 | 千 | 仟 |